# کلاین بارکاو
کلاین بارکاو (به آلمانی: Klein Barkau) یک شهر در آلمان است که در Plön (District) واقع شده‌است. کلاین بارکاو ۲۵۷ نفر جمعیت دارد.